# شال‌زی
شالزی (آلمانی: Schaalsee) دریاچه‌ای در آلمان است که بخشی از مرز میان منطقه هرتسوگتوم لاونبورگ در ایالت شلسویگ-هولشتاین و مناطق نوردوست‌مکلنبورگ و لودویگسلوست-پارشیم در ایالت مکلنبورگ-فورپومرن را تشکیل می‌دهد. شهر تسارنتین آن در زال‌زی در سواحل جنوبی این دریاچه واقع شده‌است.
این دریاچه در سال ۲۰۰۳ به عنوان یک ذخیره‌گاه طبیعی شناخته شد.